# Eois brasiliensis
Eois brasiliensis är en fjärilsart som beskrevs av Louis Beethoven Prout 1933. Eois brasiliensis ingår i släktet Eois och familjen mätare. Inga underarter finns listade i Catalogue of Life.